# フラット (鉄道)
フラットとは、鉄道車両の車輪において、滑走によって生じる車輪踏面（タイヤ）の平面状の摩耗のことである。タイヤフラットとも呼ばれる。自動車のタイヤで言う「フラットスポット (flat spot) 」と同義。なおゴムタイヤの不具合で「フラットタイヤ (flat tire) 」という現象があるが、こちらは何らかの原因で空気が抜ける意味で本現象とは異なる（詳細はパンクを参照）。

## 概要
制動時、特に雨天の際や非常ブレーキを行ったときには、ブレーキ力（車輪とブレーキシューの摩擦力）が粘着力（レールと車輪の摩擦力）を上回ることがあり、このような場合にはレールと車輪の間で滑り（滑走）が生じ、最終的に車輪の回転が止まる。このとき車両は動き続けるため車輪の一部分のみがレールと擦れ続け、これによって局所的な摩耗、すなわちフラットが生じる。
フラットは列車走行時の騒音・振動・乗り心地の悪化の原因になる。列車の走行中、速度に合わせて早くなる「タンタンタンタン……」、「タタタタタタタタ……」というような断続音が、このフラットに起因する音である。なお滑走は雨などの水分や落葉など介在によって粘着力が低下したときに発生しやすく、滑走中は運動エネルギーが車輪とレールのみの摩擦熱としてしか変換されないため制動距離が大幅に伸び、これは事故の要因ともなる。

## フラットの解消
フラットが生じた際には、車輪の踏面を削って正規の形状に修正（削正）しなくてはならない。

### 車輪削正
車輪の摩耗は滑走時だけでなく通常の走行によっても生じ、具体的にはレールや制輪子と接する面が摩耗して（円形をほぼ維持したまま）断面形状が変化していく。これらを修正する作業として、車輪削正（しゃりんさくせい）がある。車輪転削（しゃりんてんさく）とも呼ばれる。
これは車輪を回転させながら踏面全体を削ることで適正な形状（外周の真円度と断面形状）に復帰させるもので、専用の車輪旋盤を必要とする。車輪旋盤は車両を在姿状態のまま作業できるもの（車輪転削盤）が車両基地などに配置されているほか、輪軸単位で作業するものが整備工場などに配置されている。作業は一定の周期で実施されるほか、フラット発生時には随時実施される。なお削ることで車輪径が小さくなるため、これについても適宜調整が行われる。
最終的に薄く（小さく）なりすぎた車輪については分解整備時に弾かれるほか、運用中の車両においては車体および台車を持ち上げて輪軸ごと新品や予備品に交換される（輪軸交換）。このとき車軸は再利用するため、いわゆる整備工場などにおいて車輪の嵌替（車軸から古い車輪を抜取り、別の車輪を圧入する作業）が行われる（一体圧延車輪の場合）。

### その他
都合により車輪転削ができない場合などでは、踏面ブレーキの制輪子を踏面修正用の研削制輪子に交換して対応することもある。
フラットの発見を省力化する方法として、線路上に設置されるフラット検知器がある。

## フラットの防止

### 滑走防止装置
滑走の抑制やフラットの防止を目的とした装置として、滑走防止装置（かっそうぼうしそうち）が存在する。フラット防止装置（フラットぼうしそうち）とも呼ばれ、アンチロック・ブレーキ・システム（車輪固着防止装置、英語：Antilock Brake System、ドイツ語：Antiblockiersystem、略称：ABS）と同義である。制動時に各車軸の回転速度を監視し、滑走を検知した際に当該軸のブレーキを一時的に緩めることで再粘着を促すもの。
一般的な二軸ボギー車では4つの車軸全てに速度センサーを設置している。減速度や各軸の速度差が大きくなると滑走しているとみなされ、滑走防止弁によって回転の遅い車軸のブレーキが弱められる。これにより車輪が再粘着すると回転数が回復し、その後に再びブレーキを掛けることで各軸の回転数が等しくなるように調整される。
滑走を検知すると、一部の車種では運転席にあるブレーキシリンダ圧力計の針が一瞬だけ大きく振れたり、床下のブレーキ装置やブレーキシリンダから動作音がするなど、装置が作動していることがわかる。

### その他フラットを防止する装置
- セラミック噴射装置
  - セラミック（酸化アルミニウム）粒子を高速で踏面・レール頭部間に正確に噴射供給することによって粘着係数を増し、空転・滑走を防止する。主に空転対策で用いられる砂撒き装置を改良したもの。
- 踏面清掃装置
  - 車輪踏面に専用のシューを押し当て、車輪の回転によって踏面を清掃・研磨するもの。踏面に付着したゴミなどの汚れはレールとの摩擦力低下やフラット発生の要因の一つであり、これを低減することができる。